# Loredana De Petris
Loredana De Petris (Roma, 24 novembre 1957) è una politica italiana, senatrice della Repubblica nonché presidente del gruppo misto dal 2013 al 2022.

## Biografia
Si laurea in Filosofia presso l'Università degli Studi di Roma "La Sapienza" negli anni ottanta.

### Democrazia Proletaria
Inizia a fare politica negli anni ottanta, tra le file di Democrazia Proletaria (dove milita fino al 1989) ed è attiva nei movimenti anti-nuclearisti ed ambientalisti, ricoprendo il ruolo di responsabile organizzativa del referendum del 1987 contro il nucleare e di quello del 1990 contro la caccia e l'uso dei pesticidi in agricoltura.
Alle elezioni politiche del 1987 si è candidata per la Camera dei deputati, dove ottiene 4.417 preferenze ma senza essere eletta.

### Federazione dei Verdi
Nel 1989 è tra i fondatori della formazione politica Verdi Arcobaleno, che si fonde in seguito con la Federazione delle Liste Verdi; da questo matrimonio nasce la Federazione dei Verdi di cui la De Petris diventa Presidente del Consiglio Federale e Presidente Regionale Verdi-Lazio.

#### Consigliere ed assessore comunale a Roma
Sempre nel 1989 diventa consigliere comunale a Roma, carica riconfermata nel 1993 dove si presenta come capolista dei Verdi; fra il 1990 e il 1993 è stato anche capogruppo del suo partito all'interno del consiglio.
Nel 1995 viene nominata assessore alle politiche ambientali nella giunta comunale romana di Francesco Rutelli, ottenendo una riconferma nel 1997, con l'aggiunta delle deleghe alle politiche agricole, all'Ufficio Centopiazze e all'Ufficio prevenzione inquinamento atmosferico e protezione civile.

#### Elezione a senatrice
Alle elezioni politiche del 2001 viene candidata al Senato della Repubblica, ed eletta tra le file dell'Ulivo, aderendo al gruppo parlamentare dei Verdi - l'Ulivo e ricoprendone l'incarico di Segretario.
Nella XIV legislatura è membro delle commissioni permanenti al Senato per le Finanze e per l'Agricoltura, oltre che della commissione d'inchiesta sul ciclo dei rifiuti e consultiva sull'attuazione della riforma amministrativa.
Nel 2005 ha assunto l'incarico di assessore all'ambiente per la Provincia di Roma. Inoltre ha fatto parte del comitato promotore per i referendum sulla fecondazione assistita.
Alle politiche del 2006, candidatasi al Senato nelle liste Insieme con l'Unione (lista elettorale composta da Federazione dei Verdi, Partito dei Comunisti Italiani e Consumatori Uniti), viene eletta nella circoscrizione Lazio e viene nominata segretario alla presidenza del Senato.
L'11 marzo 2007 è eletta presidente dei Verdi del Lazio. Alle elezioni anticipate del 2008 si candida al Senato come capolista in Lazio con il cartello elettorale La Sinistra l'Arcobaleno (composto da Federazione dei Verdi, Partito della Rifondazione Comunista, Partito dei Comunisti Italiani e Sinistra Democratica), ma non viene eletta in quanto la lista non supera la soglia di sbarramento prevista dalla legge elettorale.

### Adesione a SEL e Sinistra Italiana

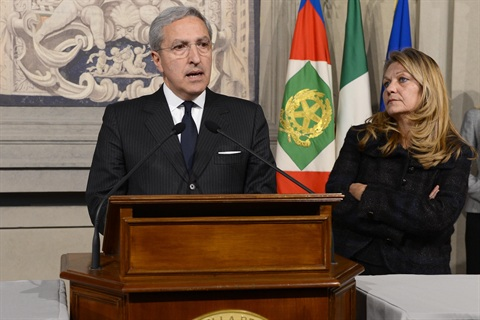
Loredana De Petris nel 2013

Nel 2009 è tra i fautori e i più convinti esponenti della Federazione dei Verdi nella creazione del cartello elettorale di Sinistra e Libertà di Nichi Vendola per le elezioni europee del 2009. Dopo le elezioni europee, si svolge la XXX Assemblea Nazionale dei Verdi a Fiuggi il 10 ottobre, dove si candida a presidente della Federazione nazionale, rappresentante della mozione a favore che i Verdi confluissero in Sinistra e Libertà, ma nonostante fosse favorita perde a sorpresa contro Angelo Bonelli, rappresentante della mozione a favore di abbandonare tale percorso e tornare ad essere un soggetto ecologista autonomo. Successivamente la De Petris fonda l'Associazione Ecologisti, che presto aderisce al processo di costituzione di Sinistra Ecologia Libertà (SEL).

#### Ritorno al Senato e Presidente del gruppo misto
Alle elezioni politiche del 2013 viene ricandidata, ed eletta, al Senato nelle liste di SEL; è eletta presidente del gruppo misto il 19 marzo 2013.
Nella XVII legislatura italiana, oltre a far parte della commissione Affari Costituzionali e Beni Ambientali, ha guidato l'ostruzionismo in Senato al ddl Boschi sulla riforma del Senato presentando circa 6000 emendamenti di modifica al testo governativo. Il 6 agosto, il Governo è andato sotto per la seconda volta su un emendamento a scrutinio segreto, prima firmataria De Petris (SEL) per affidare al riformato Senato la competenza in materia di temi etici in Parlamento approvato con 140 si e 135 no contro il parere del Ministro Boschi.
Dopo lo scioglimento di SEL, aderisce a Sinistra Italiana.
Alle elezioni politiche del 2018 viene rieletta senatrice, nella lista di Liberi e Uguali (composta da Sinistra Italiana, Articolo Uno e Possibile) nel Lazio.
Il 27 marzo 2018 viene riconfermata alla carica di capogruppo del gruppo misto.

#### Fiducia al governo Draghi e uscita da Sinistra Italiana
Il 14 febbraio 2021 annuncia il proprio voto di fiducia a favore del governo Draghi, in dissenso rispetto alla decisione dell'Assemblea Nazionale di Sinistra Italiana di votare contro.
Il 14 dicembre 2021 annuncia la sua uscita da Sinistra Italiana, manifestando la volontà di creare una rete ecologista di sinistra con il sindaco di Milano Giuseppe Sala.

### Appoggio al Movimento 5 Stelle
Dopo aver rinunciato a ricandidarsi al parlamento, in occasione delle elezioni politiche del 2022 dichiara il suo voto in favore del Movimento 5 Stelle guidato dall'ex Presidente del Consiglio Giuseppe Conte.
Il 22 ottobre dello stesso anno dà vita, insieme a Stefano Fassina, a “Coordinamento 2050. Civico, Ecologista e di Sinistra”, una rete progressista che guarda al partito di Giuseppe Conte  e che, insieme al Movimento 5 Stelle, sostiene Donatella Bianchi alle regionali nel Lazio del febbraio 2023 raccogliendo l’1,2% con un eletto.